# Parafia Ewangelicko-Augsburska w Kluczborku
Parafia Ewangelicko-Augsburska – parafia Kościoła Ewangelicko-Augsburskiego w RP w Kluczborku. Parafia należy do diecezji katowickiej.

## Historia
O przebiegu reformacji w Kluczborku wiadomo tyle, że w 1527 r. kościół parafialny został przejęty przez ewangelików, a rok później (1528) zaczęły się regularne nabożeństwa ewangelickie. Jednak dopiero w 1536 r., gdy Kluczbork znalazł się we władaniu Piastów śląskich – książąt brzeskich, którzy byli ewangelikami (luteranami), mógł nastąpić swobodny rozwój wyznania ewangelickiego w tym mieście. Ostatecznie w 1556 r. wszystkie okoliczne wioski, oprócz Kuniowa, Kujakowic Górnych i Dolnych oraz Łowkowic, przeszły na luteranizm.
Pierwszym stałym proboszczem parafii ewangelickiej w Kluczborku przy kościele Zbawiciela był w latach 1558–1588 ks. Georg von Stosch. Jednak najbardziej znanym duchownym ewangelickim w Kluczborku był w latach 1646–1688 ks. Adam Gdacjusz – jeden z najwybitniejszych pisarzy śląskich XVII wieku, zarazem pełniący funkcję seniora (odpowiednik dziekana). Za jego czasów wielki pożar w 1654 r. zniszczył prawie całe miasto, w tym również kościół. Nabożeństwa odprawiano wówczas w kaplicy cmentarnej, zaś lekcje religii odbywały się w ratuszu. Wkrótce jednak z patron parafii – jeden z książąt brzeskich – ofiarował fundusze na odbudowę kościoła, którą ukończono w 1660 r.
Po śmierci ostatniego z Piastów śląskich, Jerzego Wilhelma, w 1675 r. całe księstwo brzeskie, w tym i Kluczbork, przeszedł we władanie katolickiej dynastii Habsburgów. Kościół wówczas na siedem lat (1700–1707) przeszedł w ręce katolików, lecz w 1708 r. odzyskali oni swój kościół w wyniku ugody altransztadzkiej z 1707 r., w wyniku której sytuacja ewangelików na Śląsku poprawiła się.
Następny pożar w 1737 r. znowu poczynił duże zniszczenia – prawie całkowicie została zniszczona wieża kościoła, której odbudowa trwała do 1754 r. W zachodniej części kościoła dobudowano drugą nawę, Drewniany sufit zmieniono na ceglany. Ponadto w latach 1743–1745 dokonano gruntownej przebudowy wnętrza kościoła, które do 1760 r. przybrało obecny wygląd – powstał ołtarz, ambona, chrzcielnica i prospekt organowy. Kościół utrzymany jest w białym i złotym kolorze, zdobiony rzeźbami i płaskorzeźbami.
W latach 1795–1797 nadbudowano górną kondygnację wieży, a w 1806 r. zamontowano na niej zegar. Około 1820 r. zmieniono pokrycie dachu gontowe na dachówkę. W południowej części kościoła w 1824 r. dobudowano zakrystię, przebudowaną w 1854 r.
Zmarłych grzebano początkowo wokół kościoła. Później z powodu braku miejsca utworzono w zachodniej części miasta nowy cmentarz, tzw. szpitalny. Od 1815 r. ewangelicy korzystali z cmentarza, obecnie będącego komunalnym. W 1815 r. poświęcono trzeci już cmentarz, który później kilkakrotnie powiększano, w międzyczasie zaś zlikwidowano cmentarz przyszpitalny. W 1830 r. postawiono na cmentarzu drewnianą kapliczkę, w 1886 r. zmienioną na murowaną. W 1737 r. obok kościoła wybudowano dom parafialny stanowiący plebanię.
W 1833 r. zbudowano nowy dom parafialny oraz szkołę. W 1888 r. rozpoczął działalność szpital ewangelicki „Betania”, w którym pracowały diakonise. W latach 1911 i 1926 r. szpital rozbudowano i powstał przy nim mały kościołek. Diakonise prowadziły też: Dom Starców „Sarepta” (1891), „Przytułek Marii” dla nerwowo chorych kobiet (1910), Dom Dziecka „Bersaba” z przedszkolem (1911, przebudowany później na plebanię), oraz nowy Dom Dziecka „Salem” (1918).
Parafia rozwijała się, także liczebnie. W 1850 r. parafia liczyła 6 tys. wiernych, w 1933 r. już ponad 9 tys. W związku z tym od 1896 r. ustanowiono urząd trzeciego duchownego w parafii. Dawny powiat Kreuzburg (Kluczbork) był jedyny na Górnym Śląsku z większością protestancką. W 1861 mieszkało tu 27.783 Ewangelików (72,8% mieszkańców), 9.617 Katolików i 763 ludzi żydowskiego wyznania.
W okresie powojennym jednym z ważniejszych przejawów aktywności parafii są Kluczborskie Wieczory Muzyczne, które odbywają się od 1985 r., przede wszystkim propagując muzykę organową dzięki wyremontowanym organom Kościoła Zbawiciela, pochodzącym z 1898 r.

## Duszpasterze

### Proboszczowie
- ks. Nicolaus Zeidler (1532–1549),
- ks. Michael Schulz (1549–1556),
- ks. Peter Schwartz (1556–1561),
- ks. Georg von Stosch (1558–1588),
- ks. Venceslaus Smolius (1588–1631),
- ks. Samuel Regius (1631–1646),
- ks. Adam Gdacjusz (1646–1654),
- ks. Ludwik Conradi (1688–1700),
- ks. Adam Thuler (1707–1739),
- ks. Jan S. Lehman (1739–1752),
- ks. Wilhelm A. Stoeckel (1753–1791),
- ks. Jerzy S. Guernth (1792–1803),
- ks. Georg S. Neugebaur (1803–1848),
- ks. Emnauel Henryk Kern (1848–1865),
- ks. Juliusz Th. Kindler (1865–1895),
- ks. Roman Müller (1895–1908),
- ks. Georg Hartnik (1909–1917),
- ks. Herman R. Müller (1918–1933),
- ks. Johannes Herman (1933–1943),
- ks. Alfred Schliebitz (1943–1945),
- ks. Karol Klus (1945–1975),
- ks. Henryk Schröder (1976–2007),
- ks. Paweł Szwedo (2007–2016)[1][3][4]
- ks. Mateusz Łaciak (2016-nadal)

## Filiały

### Bąków
Parafia ewangelicka w Bąkowie istniała już w XVII wieku. W 1690 r. połączono ją z parafią w Biadaczu i tak jest do dziś. W latach 1845–1846 zbudowano obecny budynek plebanii. W 1913 r. poddano renowacji drewniany kościół pochodzący prawdopodobnie z czasów sprzed Reformacji. Natomiast kościół w Biadaczu zbudowano w 1842 r. w miejscu drewnianego kościołka z 1541 r.
Po 1945 Bąków stanowi filiał parafii ewangelickiej w Kluczborku. Obydwa kościoły zostały przejęte przez parafię katolicką. Obecnie nabożeństwa ewangelickie odbywają się w dawnej organistówce przebudowanej na kaplicę. W 2004 r. kaplica została gruntownie odnowiona.
Kościół ewangelicko-augsburski w Grabiach

### Gorzów Śląski
W Gorzowie Śląskim regularne nabożeństwa ewangelickie odbywały się od 1834 r. w sali szkoły ewangelickiej wybudowanej w 1802 r. Parafia formalnie powstała w 1852 r., a rok później otrzymała stałego duszpasterza. W 1857 r. poświęcono ewangelicki kościół Krzyża Jezusowego.
Po 1945 r. Gorzów Śląski stanowi filiał parafii ewangelickiej w Kluczborku. W 1994 r. kościół przeszedł gruntowny remont.

### Grabie
Kościół ewangelicki w Grabiach poświęcono w 1924 r., a w 1925 r. powołano tu samodzielną parafię, do której należały Jełowa, Kały, Kobylno, Rzędów i Turawa. Po 1945 r. Grabie stanowiły filiał parafii ewangelickiej w Kluczborku. W 2009 r. kościół został przekazany parafii rzymskokatolickiej św. Barłomieja w Jełowej.

### Maciejów
Kościół w Maciejowie stał się ewangelicki w 1532 r. w wyniku reformacji. Wówczas też powstała parafia, jednej z najstarszych na Opolszczyźnie po Kluczborku i Byczynie. Aż do II wojny światowej liczba ewangelików wynosiła tu około 90% mieszkańców. W 1696 r. przeprowadzono remont i rozbudowę kościoła, z tego czasu pochodzi ołtarz. Ambona pochodzi z 1700 r. W 1850 r. wieża została zniszczona podczas burzy, i już jej nie odbudowano – jej kwadratową podstawę przykrył przedłużony dach. Wnętrze jest barokowe. Organy zostały zbudowane w 1861 r. Po 1945 r. Maciejów stanowi filiał parafii ewangelickiej w Kluczborku.

### Nasale
Osobny artykuł: Kościół Ewangelicki św. Wawrzyńca w Nasalach.
Osobny artykuł: Kościół Ewangelicko-Augsburski Apostołów Piotra i Pawła w Nasalach.
Nasale stanowiły dawniej filiał parafii ewangelickiej w Roszkowicach. W 1870 r. zbudowano nowy, murowany kościół, ponieważ poprzedni, prawdopodobnie drewniany, został zamknięty z powodu złego stanu technicznego.
Po 1945 r. Nasale stanowiły filiał parafii ewangelickiej w Kluczborku. Kościół został w 1945 r. przejęty przez parafię rzymskokatolicką, natomiast ewangelicy użytkują pochodzący z XVI wieku drewniany kościół przeniesiony ze Zdziechowic, przebudowany w 1730 r. Był on zmontowany w Nasalach w okresie międzywojennym, jednak wojna przerwała rekonstrukcję i pozostał bez wieży. Kościół posiada konstrukcję zrębową, był orientowany, i stał na podmurówce z cegły. Dnia 11 maja 2010 r. około godziny 18.00 w kościół uderzył piorun, wskutek którego drewniana świątynia spłonęła. 7 lipca 2013 r. nowo wybudowany kościół został poświęcony, przez zwierzchnika kościoła ewangelicko-augsburskiego w Polsce ksiądz biskup Jerzy Samiec z Warszawy w obecności ks. biskupa Tadeusza Szurmana z Katowic i proboszcza parafii w Kluczborku, ks. Pawła Szwedo

## Działalność parafii
- Spotkania młodzieży.
- Zespół młodzieżowy „Maranatha” – zespół wokalno-instrumentalny założony w 1988 r.
- Zespół puzonistów – założony w 1993 r. i kierowany przez Henryka Barcza.
- Koncerty organowe – odbywają się od 1985 r. w kościele Zbawiciela, kierownikiem muzycznym jest prof. Andrzej Chorosiński.